# Europapokal der Landesmeister (Handball) 1973/74
Am Europapokal der Landesmeister 1973/74 nahmen 24 Handball-Vereinsmannschaften aus 23 Ländern teil. Diese qualifizierten sich in der vorangegangenen Saison in ihren Heimatländern für den Europapokal. Bei der 14. Austragung des Wettbewerbs konnte der VfL Gummersbach durch einen Sieg im Finale gegen den Titelverteidiger MAI Moskau seinen vierten Titel gewinnen.

## 1. Runde
|                      | Gesamt |                       | Hinspiel | Rückspiel |
| -------------------- | ------ | --------------------- | -------- | --------- |
| Valur Reykjavík      | 18:27  | VfL Gummersbach       | 10:11    | 08:16     |
| FC Barcelona         | 61:39  | Hapoel Herzlia        | 32:16    | 29:23     |
| HV Sittardia Sittard | 29:35  | ČH Bratislava         | 18:16    | 11:19     |
| SK Avanti Lebbeke    | 25:32  | Sporting Lissabon     | 16:16    | 09:16     |
| RK Borac Banja Luka  | 36:29  | IF Stadion Kopenhagen | 20:10    | 16:19     |
| HB Dudelange         | 29:32  | CSL Dijon             | 18:17    | 11:15     |
| Oppsal IF Oslo       | 39:26  | Kyndil Tórshavn       | 18:14    | 21:12     |
| Śląsk Wrocław        | 32:33  | Lokomotiv Sofia       | 23:15    | 09:18     |

Durch ein Freilos zogen SC Empor Rostock, ZSKA Moskau, IF Saab, Union Krems, TSV St. Otmar St. Gallen, Helsingfors IFK, Honvéd Budapest und Titelverteidiger MAI Moskau direkt in das Achtelfinale ein.

## Achtelfinale
|                     | Gesamt |                          | Hinspiel | Rückspiel |
| ------------------- | ------ | ------------------------ | -------- | --------- |
| FC Barcelona        | 38:50  | VfL Gummersbach          | 23:30    | 15:20     |
| SC Empor Rostock    | 33:35  | ZSKA Moskau              | 18:16    | 15:19     |
| Sporting Lissabon   | 29:48  | ČH Bratislava            | 14:31    | 15:17     |
| RK Borac Banja Luka | 49:42  | IF Saab                  | 26:16    | 23:26     |
| Union Krems         | 30:41  | CSL Dijon                | 18:17    | 12:24     |
| Oppsal IF Oslo      | 30:24  | TSV St. Otmar St. Gallen | 18:10    | 12:14     |
| Helsingfors IFK     | 38:55  | Honvéd Budapest          | 17:23    | 21:32     |
| MAI Moskau          | 48:42  | Lokomotiv Sofia          | 28:21    | 20:21     |

## Viertelfinale
|                 | Gesamt |                     | Hinspiel | Rückspiel |
| --------------- | ------ | ------------------- | -------- | --------- |
| VfL Gummersbach | 40:33  | ZSKA Moskau         | 22:14    | 18:19     |
| ČH Bratislava   | 37:31  | RK Borac Banja Luka | 20:16    | 17:15     |
| Oppsal IF Oslo  | 35:29  | CSL Dijon           | 19:15    | 16:14     |
| Honvéd Budapest | 41:48  | MAI Moskau          | 22:22    | 19:26     |

## Halbfinale
|                | Gesamt |                 | Hinspiel | Rückspiel |
| -------------- | ------ | --------------- | -------- | --------- |
| ČH Bratislava  | 25:31  | VfL Gummersbach | 15:16    | 10:15     |
| Oppsal IF Oslo | 26:32  | MAI Moskau      | 13:10    | 13:22     |

## Finale
Das Finale fand am 21. April 1974 in der Dortmunder Westfalenhalle statt.
|                 | Ergebnis    |            |
| --------------- | ----------- | ---------- |
| VfL Gummersbach | 19:17 n. V. | MAI Moskau |

## Europapokalsieger VfL Gummersbach
| VfL Gummersbach | - Tor: Klaus Kater, Valentin Markser - Feldspieler: Hansi Schmidt , Joachim Deckarm, Werner Lettgen, Helmut Kosmehl Heiner Brand, Jochen Brand, Klaus Schlagheck, Jochen Feldhoff, Klaus Westebbe - Trainer: Heiner Frohwein |